# Посад-Покровська сільська рада
Поса́д-Покро́вська сільська́ ра́да — адміністративно-територіальна одиниця та орган місцевого самоврядування в Білозерському районі Херсонської області. Адміністративний центр — село Посад-Покровське.

## Загальні відомості
- Територія ради: 4,96 км²
- Населення ради: 2 530 осіб (станом на 2001 рік)

## Населені пункти
Сільській раді підпорядковані населені пункти:
- с. Посад-Покровське
- с-ще Копані
- с. Солдатське

## Склад ради
Рада складається з 16 депутатів та голови.
- Голова ради: Шевченко Леонід Васильович
- Секретар ради: Куриленко Галина Василівна

### Керівний склад попередніх скликань
| Прізвище, ім'я, по батькові | Основні відомості                                                 | Дата обрання | Дата звільнення |
| --------------------------- | ----------------------------------------------------------------- | ------------ | --------------- |
| Шевченко Леонід Васильович  | Сільський голова, 1955 року народження, освіта вища               | 26.03.2006   | 31.10.2010      |
| Шевченко Леонід Васильович  | Сільський голова, 1955 року народження, освіта вища, безпартійний | 31.10.2010   |                 |

Примітка: таблиця складена за даними сайту Верховної Ради України

### Депутати
За результатами місцевих виборів 2010 року депутатами ради стали:

#### За суб'єктами висування
| Суб'єкт висування | Кількість обраних депутатів | %   |
| ----------------- | --------------------------- | --- |
| Самовисування     | 16                          | 100 |

#### За округами
| № округу | Прізвище, ім'я, по батькові        | Дата визнання обраним | Освіта             | Партійна приналежність                        | Відомості про обраного депутата                 |
| -------- | ---------------------------------- | --------------------- | ------------------ | --------------------------------------------- | ----------------------------------------------- |
| 1        | Клопот Світлана Миколаївна         | 01.11.2010            | середня спеціальна | позапартійна                                  | пенсіонер                                       |
| 2        | Сердюк Віталій Іванович            | 01.11.2010            | вища               | позапартійний                                 | Посад-Покровська загальноосвітня школа, вчитель |
| 3        | Немна Анатолій Іванович            | 01.11.2010            | середня            | позапартійний                                 | тимчасово не працює                             |
| 4        | Андрєєв Віктор Сергійович          | 01.11.2010            | середня            | позапартійний                                 | тимчасово не працює                             |
| 5        | Білоножко Світлана Миколаївна      | 01.11.2010            | середня спеціальна | позапартійна                                  | Посад-Покровська сільська рада, землевпорядник  |
| 6        | Куліш Олена Анатоліївна            | 01.11.2010            | вища               | позапартійна                                  | Посад-Покровська загальноосвітня школа, вчитель |
| 7        | Куриленко Галина Василівна         | 01.11.2010            | вища               | позапартійна                                  | Посад-Покровська сільська рада, секретар        |
| 8        | Таточенко Віталій Володимирович    | 01.11.2010            | вища               | позапартійний                                 | Миколаївський ВГРЗ МНС України, інженер         |
| 9        | Страмнов Володимир Павлович        | 01.11.2010            | вища               | член Партії регіонів                          | Посад-Покровська амбулаторія, головний лікар    |
| 10       | Оржеховська Антоніна Володимирівна | 01.11.2010            | вища               | позапартійна                                  | Посад-Покровська загальноосвітня школа, вчитель |
| 11       | Стрєлкова Наталія Миколаївна       | 01.11.2010            | вища               | позапартійна                                  | Посад-Покровська загальноосвітня школа, вчитель |
| 12       | Кудряшов Володимир Миколайович     | 01.11.2010            | середня            | позапартійний                                 | тимчасово не працює                             |
| 13       | Андреєв Віталій Федорович          | 01.11.2010            | середня            | позапартійний                                 | Посад-Покровська дільниця АТС, електромеханік   |
| 14       | Кулаковський Микола Петрович       | 01.11.2010            | середня            | член Комуністичної партії України             | Посад-Покровська дільниця АТС, тракторист       |
| 15       | Молдованенко Володимир Ілліч       | 01.11.2010            | вища               | член Комуністичної партії України             | пенсіонер                                       |
| 16       | Кім Володимир Аполлонович          | 01.11.2010            | середня            | член Всеукраїнського об'єднання «Батьківщина» | тимчасово не працює                             |

## Населення
Згідно з переписом УРСР 1989 року чисельність наявного населення сільської ради становила 2683 особи, з яких 1322 чоловіки та 1361 жінка.
За переписом населення України 2001 року в сільській раді мешкало 2530 осіб.

### Мова
Розподіл населення за рідною мовою за даними перепису 2001 року:
| Мова       | Відсоток |
| ---------- | -------- |
| українська | 91,11 %  |
| російська  | 8,06 %   |
| молдовська | 0,40 %   |
| білоруська | 0,08 %   |
| інші       | 0,35 %   |